# Physospermopsis obtusiuscula
Physospermopsis obtusiuscula är en flockblommig växtart som först beskrevs av Dc., och fick sitt nu gällande namn av C.Norman. Physospermopsis obtusiuscula ingår i släktet Physospermopsis och familjen flockblommiga växter. Inga underarter finns listade i Catalogue of Life.